# مارتن هاريس
مارتن هاريس (بالإنجليزية: Martin Harris)‏ هو كاتب أمريكي، ولد في 18 مايو 1783، وتوفي في 10 يوليو 1875.